# Indyferentyzm (językoznawstwo)
Indyferentyzm – postawa językowa charakteryzująca się niepostrzeganiem języka jako wartości, a co za tym idzie, obojętnością wobec wszelkich zachodzących w nim zjawisk. Jest najczęściej nieświadomy i wynika zazwyczaj z braku zainteresowania kwestiami językowymi, które dla przedstawicieli tej postawy są mało istotne. Odróżnia ich to od leseferystów, którzy interesują się językiem i postrzegają go jako wartość, ale uznając go za mechanizm samoregulujący się, akceptują wszystkie zjawiska językowe.
Indyferentyzm świadomy określany jest jako abnegacja językowa, która w skrajnym przypadku może przybierać formę celowego naruszania normy językowej.